# 360 Total Security
360 Total Security — комплексная антивирусная защита с 5 антивирусными движками:
- KunPeng;
- Avira;
- QVMII;
- облачный движок 360 Cloud;
- восстанавливающий движок System Repair.

Включает проактивную защиту, веб-защиту от вредоносных сайтов и загрузок, анти-кейлоггер (для 32-битных систем). Есть версия для Android, которая рассматривается как одна из лучших подобных программ, и для Mac.

## Особенности 360 Total Security
Антивирус существует в двух версиях: 360 Total Security и 360 Total Security Essential (бывший 360 Internet Security). Существует также экспериментальная версия 360 AntiVirus Beta (этот продукт имеет ряд ограничений: имеется только версия для 64-bit, он частично переведён с китайского на английский язык, дистрибутив предназначен только для тестового использования). Антивирус использует сигнатурные, проактивные и облачные технологии.
360 Total Security включает (кроме антивирусных инструментов) также инструменты: фаервол (включает отдельно устанавливаемый инструмент GlassWire — монитор сетевой безопасности для контроля сети), песочница, защита веб-браузера, оптимизация системы (автозагрузка, запланированные задания, оптимизация интернет-соединения…).
Qihoo 360 включает защиту в режиме реального времени с помощью четырёх антивирусных движков: Avira AntiVir, Bitdefender с эффективным уровнем обнаружения, проактивный QVM II для защиты от новейших угроз и облачный 360 Cloud для актуальной защиты в любой момент времени. На 2015 год, по стандартным настройкам антивируса, был по умолчанию активен лишь стандартный QVM движок, который сам по себе не составляет серьёзной защиты (согласно рейтингам тестирований), сторонние же движки необходимо активировать в опциях вручную. Сама по-себе эта ситуация породила рейтинговый скандал. На деле же, для достижения пользователем высокой работоспособности, просто необходимо при первом запуске приложения после установки, активировать сторонние движки в опциях антивируса.
360 Internet Security использует проактивные технологии, чтобы предупредить, когда подозрительная программа пытается получить доступ к важным ресурсам системы, таким как настройки системы Windows, реестр, автозапуск программ и системные каталоги. Обеспечивает безопасный просмотр веб-сайтов в Интернете, защиту конфиденциальности и от фишинговых сайтов, блокирует загрузку вредоносных файлов и останавливает кейлоггеры и программы для доступа к веб-камере.
Пользователи данного продукта отмечают довольно высокий уровень ложных срабатываний у встроенного движка QVM II, но при этом во многих тестах, благодаря использованию двух известных движков Avira AntiVir и Bitdefender данный антивирус показывает очень высокий уровень защиты, характерный для лучших платных антивирусов, тогда как 360 Total Security является бесплатным продуктом для персонального применения.
Версия 360 Total Security Essential отличается от основной версии отсутствием дополнительных некритичных функций для безопасности, таких как очистка реестра, кэш записей и т. п., оставляя антивирусные движки, песочницу, защиту от фишинга, троянских программ и кражи данных.
Существует Защита от веб-угроз 360 — плагин для браузеров Google Chrome, Opera и Яндекс. Браузер, который работает совместно с 360 Total Security. Он использует облачную базу для защиты от вредоносных, фишинговых и мошеннических веб-сайтов в реальном времени.
Поставщиком Qihoo 360 разработан веб-браузер 360 Extreme Explorer на базе Chromium. Он предлагает облачные функции и синхронизацию с аккаунтом Qihoo 360 (для пользователей из России она недоступна), широкий спектр плагинов, настроек и возможностей, включая защиту от фишинга. Браузер имеет английский интерфейс, но не полностью переведённый с китайского.

## Оценка антивируса независимыми экспертами[13]
Достоинства:
- высокие рейтинги в тестах независимых лабораторий[14][15]; в отчётах лаборатории PCMag Qihoo показал одинаковые результаты с признанными лидерами Bitdefender Antivirus Plus 2015 и Kaspersky Anti-Virus (2015);
- эффективный антифишинг, 360 Total Security показывает одинаковые результаты по этому параметру с условным лидером — Symantec Norton Security[16];
- песочница позволяет безопасно запускать подозрительные программы;
- антивирусный сканер и антивирусный монитор;
- защита персональных данных;
- наличие фаервола;
- веб-защита;
- регулярное обновление и доработка программы;
- обнаружение и предотвращение вторжений в систему.

Недостатки:
- ошибочная идентификация некоторых утилит как вредоносных программ;
- при установке «свободной версии» устанавливает нежелательные программы;
- нет эвристического алгоритма;
- нет возможности синхронизироваться с облаком;
- компонент поведенческого анализа игнорирует некоторые реальные угрозы;
- антивирус способен пропустить программу-вымогатель;
- громкий скандал разразился в 2016 году, когда три самые известные тестовые лаборатории AV-Comparatives, AV-TEST и Virus Bulletin аннулировали сертификаты и результаты тестирования антивирусного поставщика Qihoo в 2015 году, после того, как выяснилось, что для тестов предоставлялась версия антивируса, настройки которой по умолчанию отличались от стандартной версии для пользователей. Расследование показало, что во всех версиях антивирусов, предоставляемых Qihoo 360 для тестирования, на которых предусматриваются четыре движка, по умолчанию был включён сторонний движок Bitdefender, а собственный движок QVM был выключен. Во всех же версиях антивирусных продуктов Qihoo (360 Total Security и 360 Total Security Essential), доступных для скачивания потребителю, движок Bitdefender выключен, а движок QVM настроен на работу по умолчанию. Такие настройки дают более низкий уровень защиты и высокую вероятность ложных срабатываний. Настройка данных параметров возможна, но обыватели, слабо знакомые с технологиями, чаще всего оставляют настройки без изменений. Именно поэтому для тестов используются настройки по умолчанию. Компания Qihoo, спасая собственную репутацию, в свою очередь указала на отличие поведения в тестовой и реальной среде продуктов двух других китайских поставщиков, Baidu и Tencent[17].

## Системные требования
Поддержка ОС: Windows XP 32-bit, Vista 32-bit, Windows 7, Windows 8, Windows 8.1, Windows 10 (32- и 64-bit), Windows 11.
Минимальные системные требования:
- оперативная память: 512 MB.
- процессор: 1.6 ГГц.
- свободное дисковое пространство: 600 MB.